# Complessi sacri degli Hoysala
I complessi sacri degli Hoysala sono un gruppo di tre templi in stile Hoysala nel sud dell'India, riconosciuti come patrimonio dell'umanità, che furono costruiti tra il XII e il XIII secolo sotto l'Impero Hoysala. Lo stile architettonico dei tre templi fu sviluppato dai primi sovrani Hoysala – che stabilirono i loro nuovi regni e regimi nel sud dell’India – come un’architettura sacra distintiva e innovativa, che distingue i nuovi templi da quelli dei regni e delle dinastie contemporanei.
Grazie alle loro architettura eccezionale, sculture iperrealistiche e incisioni su pietra i tre templi sono stati iscritti nella lista del patrimonio mondiale dell'UNESCO il 18 settembre 2023.

## Posizione
I complessi sacri degli Hoysala si trovano in tre località in due distretti del Karnataka: due templi sono nel distretto di Hassan e uno nel distretto di Mysore.
Il tempio di Chennakeshava si trova a Belur, a circa 35 chilometri (22 mi) a nord-ovest della città di Hassan, capoluogo del distretto. Il tempio dista circa 16 chilometri (9.9 mi) dal Tempio di Halebidu. L'aeroporto più vicino al tempio è l'aeroporto di Bangalore, da cui dista 220 chilometri (137 mi) percorribili in circa 3,5 ore sulla National Highway 75 in direzione ovest. Il tempio di Hoysaleśwara si trova nella città di Halebidu, nel distretto di Hassan, a circa 30 km (19 mi) a nord-ovest di Hassan e circa 16 km (9,9 mi) dal tempio di Belur. Al tempio si arriva dopo un viaggio di 210 chilometri (130 mi) percorribili in circa 4 ore sulla National Highway 75 in direzione ovest dall'aeroporto di Bangalore. La città più vicina ad entrambi questi templi è Hassan, che è collegata alle principali città del Karnataka tramite la rete ferroviaria.
Il tempio di Keshava si trova a Somanathapura, a 38 chilometri (24 mi) a est della città di Mysore, sede del distretto omonimo.

## Storia
La dinastia Hoysala governò gran parte dell'attuale Karnataka tra l'XI e il XIV secolo. Entro la fine del XII secolo, avevano ampliato il sistema economico agrario del loro regno e avevano anche iniziato a istituire sistemi fiscali e amministrativi, dando così inizio al processo di formazione dello stato. Allo stesso tempo i sovrani Hoysala fecero uno sforzo concertato per stabilire una nuova e distinta identità per il loro regno attraverso il patrocinio dell'arte, dell'architettura e della letteratura. Di conseguenza si sviluppò una nuova forma di architettura del tempio, che combinava intagli e decorazioni raffinati con una pianificazione innovativa della struttura. Questo stile architettonico sintetizza e combina caratteristiche architettoniche prevalenti in diverse parti del paese con elementi originali in modi innovativi.
Il re Hoysala Vishnuvardhana, che salì al potere nel 1110, commissionò il tempio di Chennakeshava dedicato a Visnù nel 1117, considerandolo le "cinque fondamenta" della sua eredità. Il tempio principale di Chennakeshava a Belur fu completato nel 1117, sebbene il complesso continuò ad espandersi per oltre 100 anni. Ketamalla, un dipendente del re Vishnuvardhana, costruì il tempio di Hoysaleśwara nel 1150. Egli menzionò anche che il re concesse un terreno per la costruzione, il funzionamento e la manutenzione del tempio di Shiva nel 1121. È il tempio più grande costruito dai re Hoysala dedicato al dio indù Shiva. Il tempio di Keshava a Somanathapura fu completato nel 1258 dal re Somnath, che costruì anche un forte muro attorno al terreno, che ora è in rovina. I re Hoysala impiegarono molti famosi architetti e artigiani, che svilupparono una nuova tradizione architettonica, che lo storico dell'arte Adam Hardy ha definito tradizione Karnata Dravida.
I templi divennero oggetto di saccheggio e distruzione da parte dell'esercito del Sultanato di Delhi di Alauddin Khalji all'inizio del XIV secolo e poi anche delle truppe del sultano Muhammad ibn Tughlaq nel 1326.
Secondo un'iscrizione del XV secolo anche il tempio di Keshava fu gravemente danneggiato. Fu riparato nel XVI secolo con il sostegno finanziario e le sovvenzioni degli imperatori dell'Impero di Vijayanagara. Le riparazioni sono evidenziate dal colore e dalla qualità variabili della pietra nella veranda, nella torre nord e in alcune parti della piattaforma del tempio principale. I templi riparati furono danneggiati nel XIX secolo, poi ricostruiti dal governo di Mysore di epoca coloniale all'inizio del XX secolo.

## Templi
| Id. | Nome del tempio moderno | Religione | Divinità | Anno | Immagine |
| --- | ----------------------- | --------- | -------- | ---- | -------- |
| 1   | Tempio di Chennakeshava | induismo  | Vishnu   | 1117 |          |
| 2   | Tempio di Hoysaleśwara  | induismo  | Shiva    | 1160 |          |
| 3   | Tempio di Keshava       | induismo  | Vishnu   | 1258 |          |